# Irwin Jacobs

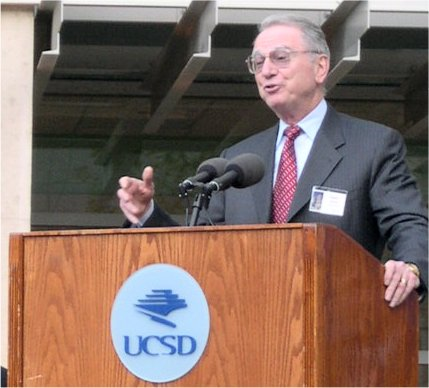
Irwin M. Jacobs

Irwin Mark Jacobs (* 18. Oktober 1933 in New Bedford) ist ein US-amerikanischer Elektroingenieur, Mitgründer und ehemaliger Vorstandsvorsitzender von Qualcomm.

## Leben
Jacobs erhielt 1956 seinen Bachelor-Abschluss als Elektroingenieur von der Cornell University und 1957 seinen Master-Abschluss vom Massachusetts Institute of Technology (MIT), an dem er 1959 promoviert wurde. Danach wurde er Associate Professor am MIT und 1966 Professor für Informatik an der University of California, San Diego (UCSD), was er bis 1972 blieb.
1968 gründete er mit Andrew Viterbi die Firma Linkabit (nach der Fusion mit M/A-Com 1980 M/A Com-Linkabit genannt) für Satellitenkommunikationstechnik. 1985 gründete er mit Andrew Viterbi, Harvey White, Adelia Coffman, Andrew Cohen, Klein Gilhousen und Franklin Antonio Qualcomm. Von ihnen stammt das OmniTracs Satellitenkommunikationssystem für Lastwagen. Das Codemultiplexverfahren (CDMA), das in OmniTracs verwendet wurde, wird auch bei bestimmten Mobilfunkstandards wie CDMA2000 eingesetzt. Jacobs war bis 2009 Vorstandsvorsitzender von Qualcomm und wurde dann von seinem Sohn Paul E. Jacobs abgelöst.
Jacobs hat hunderte Millionen Dollar an Universitäten (darunter Cornell, MIT, UCSD, Technion) und andere Institutionen gespendet, besonders im Raum San Diego. Die Jacobs School of Engineering an der UCSD ist nach ihm und seiner Frau benannt. Sein Vermögen betrug 2019 über 1,2 Milliarden Dollar.
1994 erhielt er die National Medal of Technology and Innovation und 2011 den Marconi-Preis mit Jack Keil Wolf. 1994 erhielt er die IEEE Alexander Graham Bell Medal und 2001 den Bower Award für Unternehmer. 2007 erhielt er mit Andrew Viterbi den IEEE/RSE Wolfson James Clerk Maxwell Award und 2013 die IEEE Medal of Honor. Ebenfalls 2013 wurde er in die National Inventors Hall of Fame aufgenommen. 2014 wurde er Fellow des Computer History Museum. Die University of York verlieh ihm 2019 die Ehrendoktorwürde.
Jacobs ist Fellow des IEEE und Mitglied der National Academy of Engineering, der American Academy of Arts and Sciences sowie der American Philosophical Society. Er war Gründungsvorsitzender des Salk Institute for Biological Studies.
Er ist seit 1954 mit Joan Klein verheiratet und hat vier Söhne. Enkelin Sara Jacobs wurde 2020 als Abgeordnete in den US Congress gewählt.
Das Ehepaar Jacobs trat 2010 dem The Giving Pledge bei.

## Schriften
- mit John M. Wozencraft: Principles of Communication Engineering, Wiley 1965